# Laḥoḥ

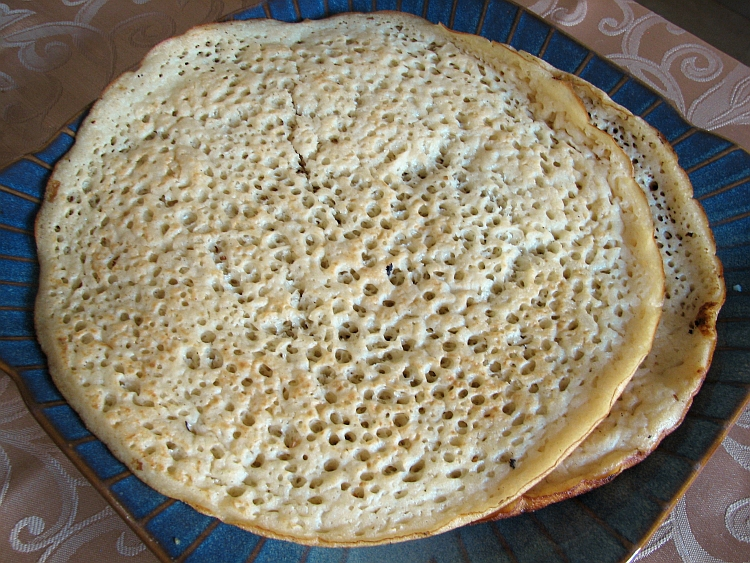
Fotografía que muestra al laxoox, pan somalí

El laḥoḥ (en somalí, laxoox; en hebreo, לַחוּח; pronunciado /lɑħɔħ/), laḥūḥ (en árabe, لحوح) o canjeero es un pan plano, una especie de tortita que se sirve en Somalia (Somalilandia) y en algunas partes de Yibuti. Es frecuente verlo en las cocinas del norte de África oriental.

## Variantes
El pan laxoox es similar al injera que se sirve en la cocina etíope o eritrea, pero es mucho más fino y pequeño en tamaño. Sin embargo el laxoox es siempre elaborado con harina de trigo, mientras que el injera está elaborado de teff (que puede estar elaborado con harina de otros cereales).

## Elaboración laxoox
El pan se elabora con una mezcla de harina de trigo, levadura, agua caliente y una pequeña porción de sal. La mezcla se bate a mano hasta que se vuelve cremosa y suave, en este caso se deja por la noche que fermente. El laxoox se cocina tradicionalmente en una placa metálica circular denominada daawo. Los somalíes que viven en el exilio, careciendo de acceso a una daawo, usan una sartén normal en su lugar.
Se suele dar sabor empleando mantequilla fundida o azúcar caramelizado. El laxoox se sirve con ful medames, huevo revuelto, carne picada, frijoles, hummus, sopa, leche de camello, o té turco. Por regla general se suele comer por la mañana como almuerzo o por la tarde.